# スタイルキューブ
株式会社スタイルキューブ（英: STYLE CUBE Co.,Ltd.）は、日本の芸能事務所、映像制作会社。

## 歴史
1999年に「有限会社スタジオキューブ」として設立。たかみゆきひさ（野口隆行）が社長を務め、デザイン、音楽、ゲーム、イラストレーション、声優育成など様々な事業を展開してきた。
2007年7月には、アップフロントグループ傘下の「株式会社アップフロントスタイル」を設立した。こちらもたかみが社長を務め、声優の育成の他、2008年5月からは「HAPPY! STYLE」というプロジェクトを始動させた。
2011年7月にたかみをはじめ、メインスタッフがアップフロントスタイルを離れる。同年7月13日、組織変更により有限会社スタジオキューブから「株式会社スタイルキューブ」となる。アップフロントスタイルから大部分のタレントが移籍した。
近年は声優事務所としての性格を強めている。2013年4月、養成所「スタイルアカデミー」を開校。
2016年、自社の音響制作セクション「ユンカース」を設立。同年3月10日、モーションキャプチャー事業を手掛ける株式会社ソリッド・キューブ（SOLID CUBE）を設立。2017年3月30日、新宿区北新宿に所在していたタバックの旧本社スタジオをそのまま借り受け、自社スタジオ「スタジオ・ユモ」として新装開店した。2021年11月に新宿区信濃町に移転、「スタジオシエラ」として新規開業している。
アップフロント系列の事務所だと思われがちだが、スタイルキューブは元々たかみが設立した会社であり、アップフロント系列とはまったく関係ない。

## 所属タレント

### 女性
- 石原夏織 - 元ゆいかおりメンバー、及び元StylipSメンバー。2013年9月16日付で退所、シグマ・セブンe→シグマ・セブンを経て、2017年4月1日付で復帰。
- 和泉芳怜
- 伊藤美来 - Pyxis、StylipSメンバー。
- 小倉唯 - 元ゆいかおりメンバー、及び元StylipSメンバー。2013年9月16日付で退所、シグマ・セブンe→シグマ・セブン→クレアボイス→ジャストプロ→アトミックモンキーを経て、2022年4月1日付で復帰。
- 小田果林
- 神梛めい
- 白石真菜 - 2023年4月1日付でソリッド・キューブから転籍。
- 田中有紀
- 月城莉奈
- 豊田萌絵 - Pyxis、StylipSメンバー。
- 花谷麻妃
- Machico
- 木村優（業務提携）

### 男性
- 五十嵐勝平
- 伊智生士冶
- 奥山敬人 - ソリッド・キューブにも所属
- セクシー齋藤
- 永池瑠雅
- 筆村栄心
- ONDY（業務提携）

### スタイルキューブ研修生
- 豊永実紀
- 岩本鈴花

### クリエイター
- 野本憲一 - 原型師、プロモデラー。
- たかみゆきひさ - 創業者、代表取締役社長

### ソリッド・キューブ所属者

#### タレント部門
- Jakko
- 福島桂子 - 声優としては賢プロダクションに所属
- 木須実怜花
- 村上雅貴
- 中西優香
- 和泉雄希
- 新舞美
- 大川佳音
- 藤白えんり
- 原島かの子
- 百夏

#### クリエイター部門
- 中原幸子 - 衣装デザイナー
- 松根マサト - アニメーション監督
- 関根アユミ - 脚本家

## かつて所属していたタレント
- 伊東隼人 - 2009年2月19日付で退所、現在はパワー・ライズに所属。
- 岩嶋雅奈未 - 元SI☆NAのメンバー。アジール・エンタテイメントへ移籍した後、2013年2月28日に芸能界を引退した。
- 平田梨亜 - 2012年7月1日付で退所、フリーを経て、2014年6月1日付でフィーノに所属した。
- 工藤真由 - 2013年9月24日付で退所。2017年4月から2019年9月まで一時芸能界を引退。現在はエルアンドエル・ビクターエンタテインメントに所属。
- 寺門仁美 - 2014年9月7日に芸能界を引退。
- 三澤紗千香 - 2015年2月8日付で退所、スペースクラフト・エンタテインメント、スターダストプロモーション声優部を経て現在はフリーランス。
- 松永真穂 - 水面下ノ空メンバーおよび元StylipSメンバー。2016年5月20日付で退所。2018年12月4日のワンマンライブをもって芸能界を引退。
- 田辺留依 - 2017年4月30日付で退所、ステイラックに移籍。
- 高橋菜々美 - 2022年4月30日付で退所、芸能活動廃業。
- 東城咲耶子 - 2024年3月31日付で退所、アトミックモンキーに移籍。
- 竹中隼人
- 安田奈緒子
- 須田裕莉香
- 弦徳
- 能登有沙 - 元Stylipsメンバー。2018年12月付で退所、フリーを経て2019年5月付でエルアンドエル・ビクターエンタテインメントに所属した[注 1]。
- 原田奈美 - 設立時から2023年4月25日までソリッド・キューブ代表取締役社長。翌日よりプライマリーフィールド代表取締役。
- 佐々木琴子
- 高槻みゆう